# Shimit Amin
Pour les articles homonymes, voir Amin.
Shimit Amin est un réalisateur et monteur d'origine indienne né en Ouganda et élevé aux États-Unis. 

## Biographie
Il a travaillé comme technicien du cinéma à Los Angeles, avant d'être invité par Sameer Sharma, un scénariste de Ram Gopal Varma, il s’est retrouvé en Inde à Mumbai. Se liant d'amitié avec Ram Gopal Varma, il s'est vu proposé la réalisation de films en hindi avec tous les ingrédients de Bollywood.

## Filmographie
- 2004 : Ab Tak Chappan
- 2007 : Chak De! India
- 2009 : Rocket Singh: Salesman of the Year